# Warkocz (struga)
Warkocz – struga w Górach Świętokrzyskich, dopływ Lubrzanki o długości 17,52 km. Wypływa na wysokości 410 m n.p.m. z południowego stoku Łysicy, a do Lubrzanki wpada w okolicach Sukowa.